# آسپلوندیا آلبیکارپا
آسپلوندیا آلبیکارپا (نام علمی: Asplundia albicarpa) نام یک گونه از division پیدازادان است.